# Chaetobromus
Chaetobromus là một chi thực vật có hoa trong họ Hòa thảo (Poaceae).

## Loài
Chi Chaetobromus gồm các loài: